# Alexander McNutt

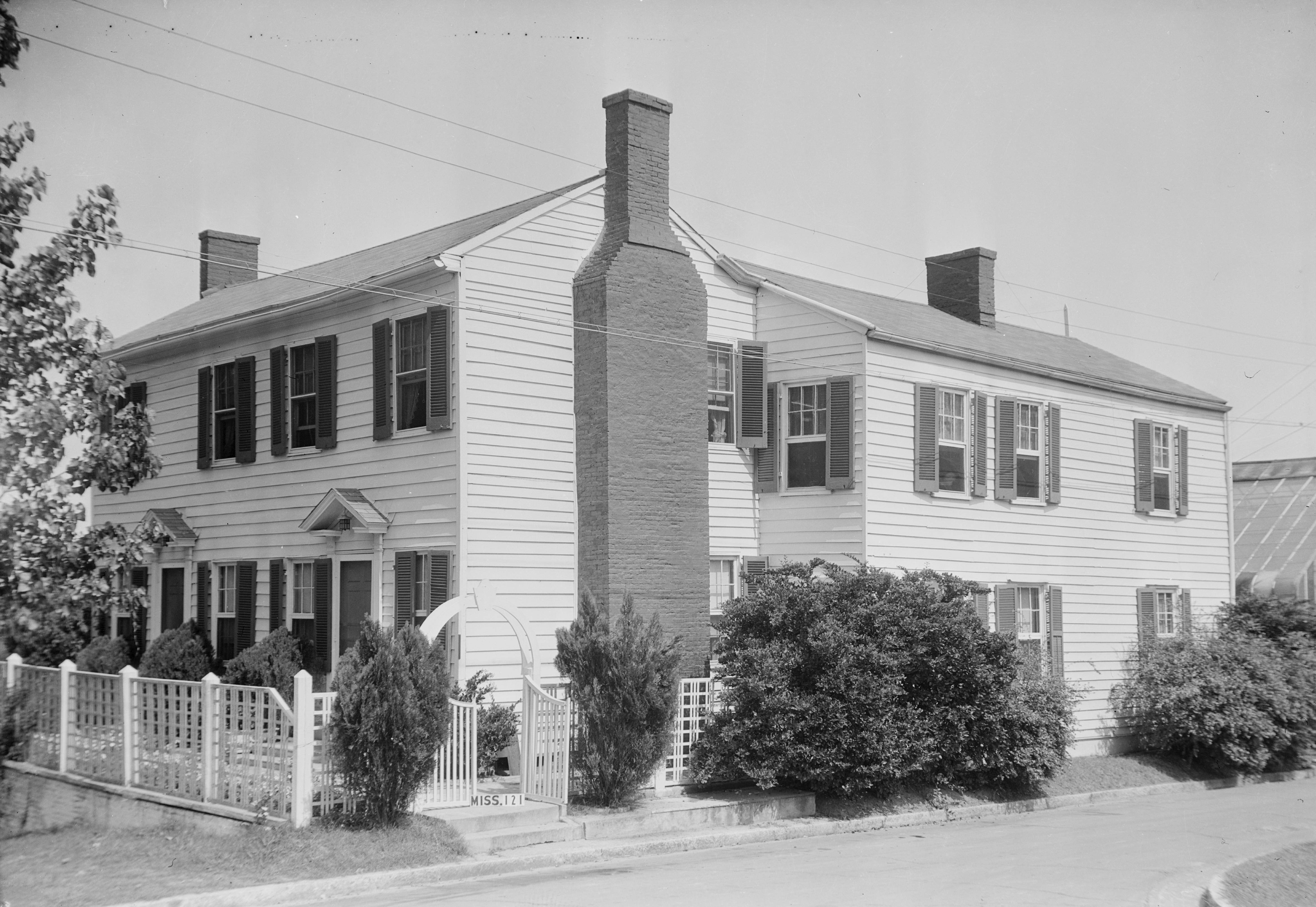
McNutts hus i Vicksburg.

Alexander Gallatin McNutt, född 3 januari 1802 i Rockbridge County, Virginia, död 22 oktober 1848 i DeSoto County, Mississippi, var en amerikansk politiker (demokrat). Han var guvernör i delstaten Mississippi 1838–1842.
McNutt utexaminerades från Washington College (numera Washington and Lee University) och studerade sedan juridik. År 1833 gifte han sig med en förmögen änka, Elizabeth Camerion. Förutom för att bedriva advokatverksamhet skrev McNutt populära jakthistorier, vilka publicerades i tidskriften The Spirit of the Times i New York.
McNutt efterträdde 1838 Charles Lynch som guvernör och efterträddes 1842 av Tilghman Tucker. Sex år efter att ha lämnat guvernörsämbetet avled McNutt i DeSoto County och gravsattes på Greenwood Cemetery i Jackson.